# 岸本周平
岸本 周平（きしもと しゅうへい、1956年〈昭和31年〉7月12日 - 2025年〈令和7年〉4月15日）は、日本の政治家、大蔵・財務官僚。位階は従四位。
和歌山県知事（公選第22代）、内閣府大臣政務官兼経済産業大臣政務官（野田第3次改造内閣）、衆議院議員（5期）、国民民主党選挙対策委員長、国民民主党幹事長代行、旧国民民主党選挙対策委員長を歴任。妻はNHK記者の飯田香織。

## 来歴
和歌山県和歌山市生まれ。和歌山県立桐蔭高等学校、東京大学法学部（江頭憲治郎ゼミ）卒業。大学卒業後、大蔵省に入省（大臣官房調査企画課）。入省同期には後藤茂之（衆議院議員、経済再生担当大臣兼内閣府特命担当大臣）、寺田稔（衆議院議員、元総務大臣）、稲垣光隆（国税庁長官）、枝廣直幹（福山市長）、高橋洋一（嘉悦大学教授）、佐藤慎一（財務事務次官、主税局長、大臣官房長、大臣官房総括審議官）、林信光（元国税庁長官）、山崎達雄（元財務官）、森信親（金融庁長官）、西村善嗣（東京国税局長、国税庁次長）ら23人らがいる。
主税局や主計局主査を経て、大蔵省在職中の1995年、アメリカ合衆国プリンストン大学に留学し、同大学国際問題研究所で客員研究員を務め、翌1996年より客員講師。なお、社会人になってからは英語には無縁であった岸本は帰国後の2000年、40歳を目前にしての英語学習や海外生活での紆余曲折をユーモラスに描いた著書『中年英語組──プリンストン大学のにわか教授』を集英社新書から上梓している。
2004年4月、理財局国庫課長を最後に財務省を退官。トヨタ自動車に入社し、同社渉外部長に就任する。トヨタ自動車では奥田碩の政策スタッフを務め、財界における奥田の活動をサポートした。同年7月の第20回参議院議員通常選挙では、同郷の竹中平蔵の選挙参謀を務める。同年10月より内閣府参与に就任し、構造改革を推進する小泉純一郎首相や竹中平蔵経済財政担当相兼郵政民営化担当相らを支えた。
2005年9月の第44回衆議院議員総選挙を前に内閣府参与を辞任。民主党公認で和歌山1区から立候補したが、自由民主党前職の谷本龍哉に敗れ、落選。
2009年8月の第45回衆議院議員総選挙では和歌山1区で谷本を破り、初当選した。
2010年9月民主党代表選挙では小沢一郎の推薦人となった。
2011年3月、「日本のグランド・デザイン」研究会（玄葉グループ）の結成に参加した。同年8月の民主党代表選挙では野田佳彦の推薦人となった。

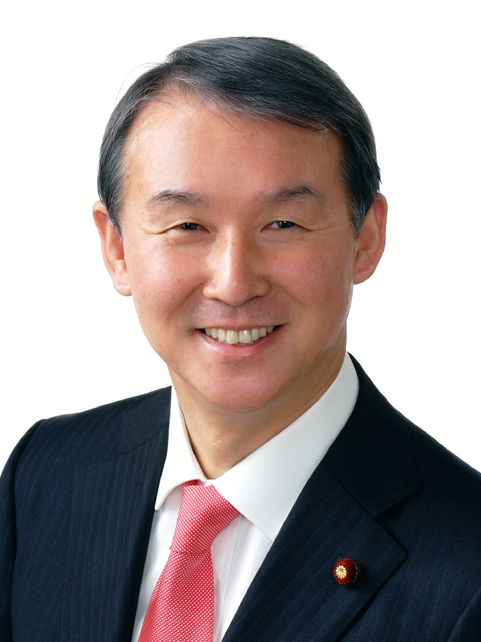
内閣広報室より公表された肖像

2012年10月、野田第3次改造内閣で内閣府大臣政務官（担当は国家戦略、経済財政政策、税制調査会、原子力行政、地球温暖化対策、医療イノベーション）兼経済産業大臣政務官（担当指示としてはデフレからの脱却、経済再生の実現、中小企業活性化（特に「小さな企業支援」）、地球温暖化対策、コンテンツ・知的財産制度）に任命される。
2012年12月の第46回衆議院議員総選挙では、民主党に猛烈な逆風が吹き荒れる中、和歌山1区で自民党新人の門博文や、自民党を離党し日本維新の会から出馬した元衆議院議員の林潤らを破り、再選（門は比例復活）。
2014年12月の第47回衆議院議員総選挙では和歌山1区で門を破り、3選（門は比例復活）。
2016年3月27日、民主党と維新の党が合流して結成された民進党に参加した。同年9月の民進党代表選挙では玉木雄一郎の推薦人となった。
2017年9月の民進党代表選挙後、5日の連合和歌山との会合で前原誠司新代表が民進党を解党しなければ離党する考えを示すなど、離党を検討していることが報じられ、13日に大島敦幹事長から慰留を受けた際には「リベラル系の保守議員で新たな勢力を作る必要がある」と解党論を述べた。その後、最終的には慰留に応じ党に残ることになった。
2017年10月の第48回衆議院議員総選挙では希望の党公認で和歌山1区で立候補し、4選（門は比例復活）。
2018年5月7日、民進党と希望の党の合流により結党された国民民主党に参加。5月8日、国民民主党の役員室長に就任した。9月11日より党選挙対策委員長。
2020年8月22日、国民民主党和歌山県連は常任幹事会を開き、立憲民主党との合流新党に参加しないことを決めた。県連代表の岸本は、自身も県連と同一歩調を取る考えを示した。9月15日、新「国民民主党」の設立大会が開かれ、党選挙対策委員長に就任した。
2021年10月31日、第49回衆議院議員総選挙で5選（門は落選）。12月に選対委員長を退任し幹事長代行に就任。
2022年5月18日、同年秋に行われる予定の和歌山県知事選挙への立候補する意向を固めた事が報じられ、23日に会見で正式に表明した。同日付で所属する国民民主党に離党届を提出、7月29日に受理された。9月1日、細田博之衆議院議長に辞職願を提出、同日辞職が許可された。10月3日、国民民主党が既に岸本の推薦を決定している中、自民党本部が岸本を推薦することを正式決定。翌4日、自民党本部において岸田文雄総裁から推薦状を交付された。和歌山県のように自民党が強く保守王国と呼ばれる地域で自民党が独自候補を擁立せず、自民党出身ではない元国会議員に推薦を取り付けることは異例である。野党議員ながら自民党和歌山県連の重鎮である二階俊博と深い関係の構築に成功しており、出馬表明前に選挙戦の指南を仰いだ二階の強い意向が働いたことによる。また、10月19日、立憲民主党本部も岸本を推薦することを正式決定した。社民党和歌山県連も11月10日の告示日までに岸本に推薦を出したことが明らかになった。27日に行われた選挙で24万6159票（得票率80.1%）を集め初当選した。岸本の辞任に伴う和歌山1区の補選では長年議席を争った門博文の支援に回った（門は落選）。

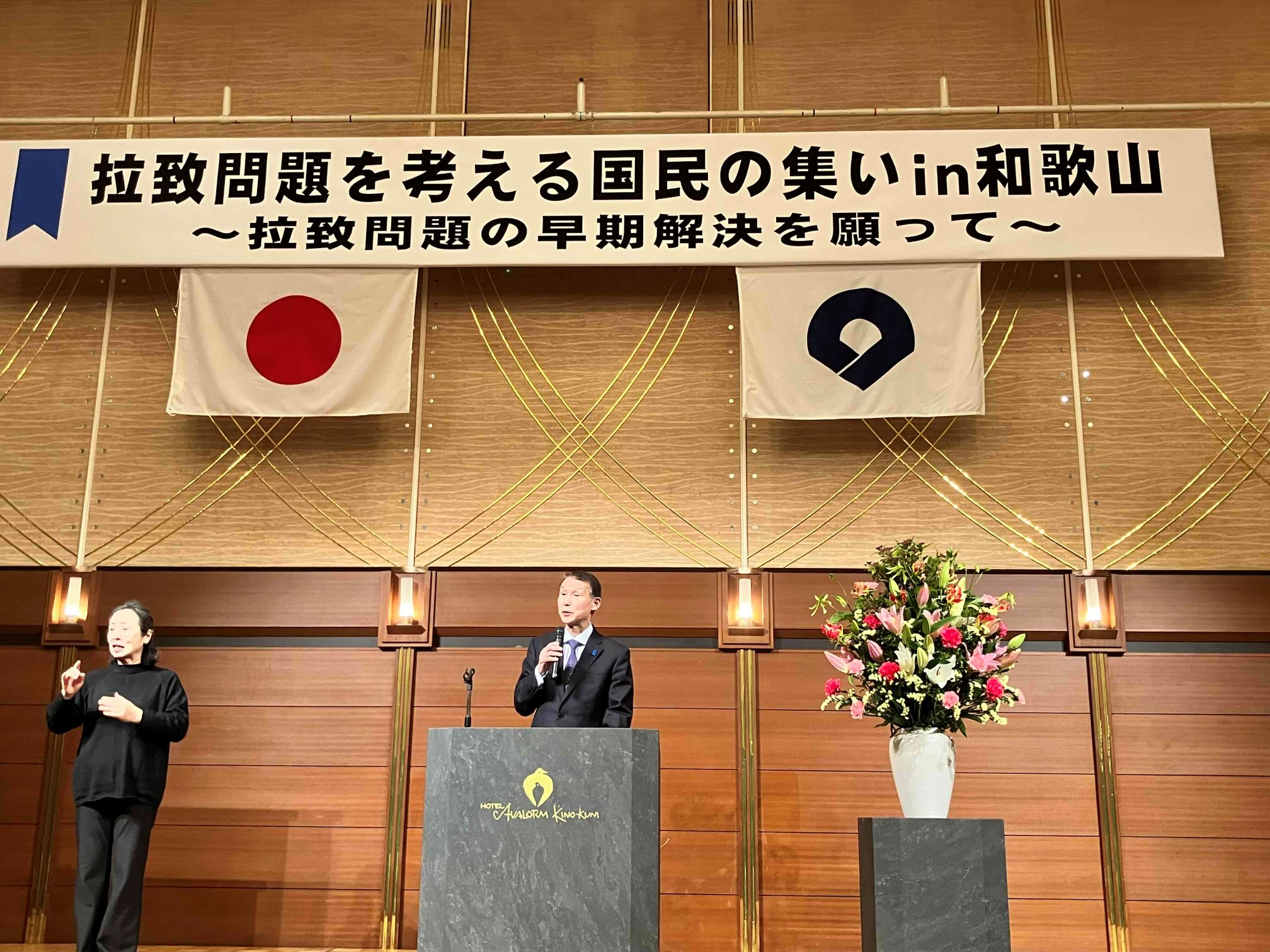
2025年1月25日、
「拉致問題を考える国民の集いin和歌山」にて

## 知事在職中に急逝
2025年4月14日朝、知事公舎で倒れているのを秘書と運転手が発見し、救急車で和歌山市内の日本赤十字社和歌山医療センターに運ばれ、集中治療室（ICU）で治療を受けていたが、翌15日午前9時33分、敗血症性ショックのため、死去した。68歳没。現職知事の死去は2018年に死去した当時沖縄県知事の翁長雄志以来である。死没日付を以て従四位に叙され、旭日中綬章が追贈された。なお、岸本の死去に伴い、副知事の宮﨑泉が15日付で地方自治法第152条第1項の規定に基づき和歌山県知事職務代理者に就いた。
宮﨑副知事らの関係者の話によれば、岸本は倒れた前日の13日は大阪・関西万博の初日に公務としてオープニングセレモニーに出席し、関西パビリオンの和歌山ゾーンのオープニングで自ら神輿を担いでいた。しかし、同月11日の段階で腰の痛みを訴えており、12日の開会式出席はキャンセルし、13日も出席予定であった一部の行事を欠席していた。倒れた当日は新宮市でのタウンミーティングに出席を予定しており、10時の出発予定時刻になっても連絡が取れず、秘書が知事公舎に立ち入り、倒れていたところを発見されたという。葬儀は同月17日に和歌山市内の葬儀所で行われた。
和歌山県選挙管理委員会は、岸本の死去に伴い、新たな知事を選出する和歌山県知事選挙を同年5月15日告示、6月1日投開票の日程で決定した。この選挙に職務代理者を務めていた宮﨑副知事が立候補することとなり、宮﨑は5月9日付で知事職務代理者を退任し、後任の職務代理者に福本仁志県土整備部長が同月10日付で就任している。6月1日に知事選が行われ、自民、立憲民主、国民民主、公明の推薦を受けた宮崎が当選した。

## 政策・主張
経済
- 2005年、竹中平蔵のブレーンを務めた後、「日本の構造改革に貢献したい。郵政民営化を実現できなかった自民党には限界を感じる」と主張し、民主党から出馬する意志を示した[46]。
- 日本のTPP参加に賛成[47]。
- 消費税の増税には早くから賛意を表明し、2012年6月26日の衆議院本会議で採決された消費税増税法案に反対票を投じた民主党所属議員に対し、厳正な処分を行うよう野田佳彦首相に要望した、当選1回の議員11人のうちの1人である[48]。
- 2024年11月25日、岸本は自身の出身政党である国民民主党が年収の壁の非課税枠を103万円から178万円に引き上げることを与党に要求していることについて、県と県内市町村で年間480億円の減収になるとし、「県も市町村も財政運営ができなくなる」と指摘した。また、「要求だけして、財源は与党に任すと言っている。無責任で政党の体をなしていない」と述べ国民民主党の対応を批判した[49]。

憲法
- 日本国憲法の改正、集団的自衛権の行使を禁じる内閣法制局の憲法解釈の見直しに賛成[50]。

その他
- 永住外国人への地方選挙権付与にどちらかと言えば賛成[51]。
- 選択的夫婦別姓制度の導入に賛成[52]。
  - 選択的夫婦別姓をめぐって、自民党が作成した憲法草案について、「硬直的な家族観を国民に押し付ける内容になっている。多様性を重んじ、個人の自由と平等を最大限に尊重する自分の穏健中道のリベラル保守の考えに反する」と述べている[53]。
- NPO法人フローレンスの駒崎弘樹などが中心となったシンポジウムに、NPO議員連盟の事務局長として参加し、「NPO法人に対する優遇税制」などを守るために立ち上がったという[54]。
- 2015年9月3日、岸本周平・大西健介・緒方林太郎・後藤祐一・中島克仁・福島伸享・宮崎岳志ら当選3期以下の若手衆議院議員でつくる「民主党若手有志の会」は、安保法制成立の原因が「民主党の野党第1党としての力不足にあり、その歴史的な責任は重い」として民主党を解党し新党を樹立するよう岡田克也代表に申し入れた[55]。

## 不祥事・騒動
- 大蔵省接待汚職事件に端を発した「ノーパンしゃぶしゃぶ接待」では、自らもMOF担から接待を受けていた[56]。
- 2009年から2011年にかけて、自身が代表を務める民主党和歌山県第1区総支部に計3650万円を寄付し、民主党総支部から自らの資金管理団体に4700万円を迂回寄付させ、所得税の還付を受けていたことが判明した。個人が政治団体に寄付をした場合、寄付金の額に応じて税が還付される制度があり、法律上の問題は生じないものの、「誤解を招く恐れがあるなら運用を改善する」と釈明した[57]。
- 2020年2月6日、自身のFacebookに12時30分頃、自身のTwitterアカウントに15時30分頃に「国会内の牛丼チェーン店で牛丼を食べたが、成長ホルモンや成長促進剤を使ったアメリカンビーフの可能性が高く、健康には悪い」旨の投稿を行った。Twitterでは「営業妨害」「風評被害」といった批判が寄せられ、FacebookとTwitterの投稿は削除された。なお、国会内に出店している吉野家のTwitter公式アカウントは健康被害を否定する投稿を行っている[58][59][60][61][62]。その後岸本は、成長ホルモンや防カビ農薬の問題について再度投稿し、日本の畜産では成長ホルモンや成長促進剤は禁止なのに、それらが使われた牛肉の輸入は認められていることに対し問題提起し、少なくとも成長ホルモンや促進剤を使っているかどうかを表示することは必要ではないかということを一緒に考えたかったと選挙ドットコムの取材に答えた[63]。
- 2022年11月の和歌山知事選挙で、岸本の陣営が県選挙管理委員会に提出した選挙運動費用収支報告書に、事務所費などが記載されていないことが2023年10月に分かった。陣営は報告書の追加提出の必要性を認識しながら、約10カ月間提出しておらず、公職選挙法に抵触する可能性がある。 岸本は選挙事務所として和歌山市内の他人所有の建物について県選管に届け出をしていたが、収支報告書には記載がなかった。岸本は取材に対し「要員不足で作業が遅れており申し訳ない。大至急作業させる」と話した[64]。

## 選挙歴
| 当落 | 選挙                   | 執行日         | 年齢 | 選挙区    | 政党       | 得票数     | 得票率 | 定数 | 得票順位 /候補者数 | 政党内比例順位 /政党当選者数 |
| ---- | ---------------------- | -------------- | ---- | --------- | ---------- | ---------- | ------ | ---- | ------------------ | ---------------------------- |
| 落   | 第44回衆議院議員総選挙 | 2005年09月11日 | 49   | 和歌山1区 | 民主党     | 7万8621票  | 39.73% | 1    | 2/3                | /                            |
| 当   | 第45回衆議院議員総選挙 | 2009年08月30日 | 53   | 和歌山1区 | 民主党     | 12万309票  | 58.15% | 1    | 1/4                | /                            |
| 当   | 第46回衆議院議員総選挙 | 2012年12月16日 | 56   | 和歌山1区 | 民主党     | 6万577票   | 34.95% | 1    | 1/4                | /                            |
| 当   | 第47回衆議院議員総選挙 | 2014年12月14日 | 58   | 和歌山1区 | 民主党     | 6万7740票  | 47.80% | 1    | 1/3                | /                            |
| 当   | 第48回衆議院議員総選挙 | 2017年10月22日 | 61   | 和歌山1区 | 希望の党   | 7万2517票  | 50.36% | 1    | 1/3                | /                            |
| 当   | 第49回衆議院議員総選挙 | 2021年10月31日 | 65   | 和歌山1区 | 国民民主党 | 10万3676票 | 62.73% | 1    | 1/2                | /                            |
| 当   | 和歌山県知事選挙       | 2022年11月27日 | 66   | ――        | 無所属     | 24万6519票 | 80.12% | 1    | 1/3                | /                            |

## 年譜
- 1956年7月12日 - 和歌山県和歌山市三番丁に生まれる。
- 1969年 - 和歌山市立広瀬小学校を卒業する。
- 1972年 - 和歌山市立城東中学校を卒業する。
- 1975年 - 和歌山県立桐蔭高等学校を卒業する。
- 1980年 - 東京大学法学部卒業、大蔵省入省。
- 1984年 - 大蔵省理財局資金第一課企画係長[65]。
- 1985年 - 関税務署長。
- 1986年 - 中曽根康弘内閣総理大臣秘書官付（秘書官補）。
- 1988年 - 大蔵省主税局税制第一課長補佐（法人税担当）。
- 1990年 - 大蔵省主計局主査（通商産業省担当）。
- 1995年 - プリンストン大学国際問題研究所客員研究員。
- 1996年 - プリンストン大学東洋学部客員講師。
- 1998年 - 大蔵省国際局アジア通貨室長。
- 2000年 - 通商産業省情報処理システム開発課長。
- 2001年 - 経済産業省文化情報関連産業課長。
- 2002年 - 財務省理財局国庫課長。
- 2004年 - 財務省退官、トヨタ自動車入社、内閣府政策参与。
- 2005年 - 第44回衆議院議員総選挙に和歌山1区から民主党公認で出馬したが、落選。
- 2009年8月30日 - 第45回衆議院議員総選挙に和歌山1区から民主党公認で出馬し、衆議院議員に初当選。
- 2012年10月1日 - 内閣府大臣政務官・経済産業大臣政務官（野田第3次改造内閣）。
- 2012年12月16日 - 第46回衆議院議員総選挙に和歌山1区から民主党公認で出馬し、再選。
- 2014年12月14日 - 第47回衆議院議員総選挙に和歌山1区から民主党公認で出馬し、3選。
- 2017年10月22日 - 第48回衆議院議員総選挙に和歌山1区から希望の党公認で出馬し、4選。
- 2021年10月31日 - 第49回衆議院議員総選挙に和歌山1区から国民民主党公認で出馬し、5選。
- 2022年11月27日 - 和歌山県知事選挙に無所属（自由民主党・立憲民主党・国民民主党・社会民主党和歌山県連合推薦）で出馬し、当選。
- 2025年4月15日　- 死去。

## 著書
- 単著
  - 『中年英語組 - プリンストン大学のにわか教授』（集英社新書、2000年）
- 論文
  - CiNii>岸本周平